# Office of Naval Research
Das Office of Naval Research (ONR) führt wissenschaftliche Forschung innerhalb der United States Navy durch und hat seinen Hauptsitz in Ballston im Arlington County (Virginia).
Das ONR betreibt das United States Naval Research Laboratory, die ONR Global Fleet/Forces-Einheit, das Naval Science and Technology Program und das Commercial Technology Transition Office.

## Das Office of Naval Research
Der United States Secretary of the Navy rief im Mai 1945 das Forschungsbüro innerhalb der U.S. Navy ins Leben.
Das ONR wurde durch ein Gesetz des US-Kongress autorisiert und am 1. August 1946 durch den Präsidenten Harry S. Truman bestätigt. Die Aufgabe war die Planung, Unterstützung und Förderung der wissenschaftlichen Förderung in Anerkennung der höchsten Wichtigkeit für die Erhaltung der Marinekräfte und der Sicherung der nationalen Sicherheit (Original: planning, fostering, and encouraging scientific research in recognition of its paramount importance as related to the maintenance of future naval power and the preservation of national security).
Das erste Budget betrug ungefähr 22 Millionen US-Dollar und der erste Chef, Vizeadmiral Harold Bowen, wirkte maßgeblich bei der Radarforschung mit und überzeugte die Navy, Dampfturbinen mit hohem Druck und Temperatur einzuführen.

## Naval Research Laboratory
Das NRL wurde 1923 gegründet und beschäftigt ungefähr 2.500 Wissenschaftler und Ingenieure.

## Fleet/Forces Division
Die Fleet/Forces Division ist für Planung und Taktik verantwortlich. Das schließt u. a. Studien über asymmetrische Kriegführung ein.
Die Studien fokussieren sich auf Operationen in litoralen Gewässern und die Deaktivierung von feindlicher Elektronik und Aufklärung (wie z. B. HAARP).

## Naval Science and Technology Program
Das S&T-Programm besteht aus 23 Forschungsgebieten, wie Nanotechnologie, Unterwasserwaffen und Versorgung von Kriegsverletzten.

## Commercial Technology Transition Office
Das CTTO existiert als ein Vermittler zwischen dem ONR und dem Rest der US-Navy. Dabei geht es darum, erfolgreiche und zivil relevante Technologien zu finden.